# Andreas von Fail-Griessler

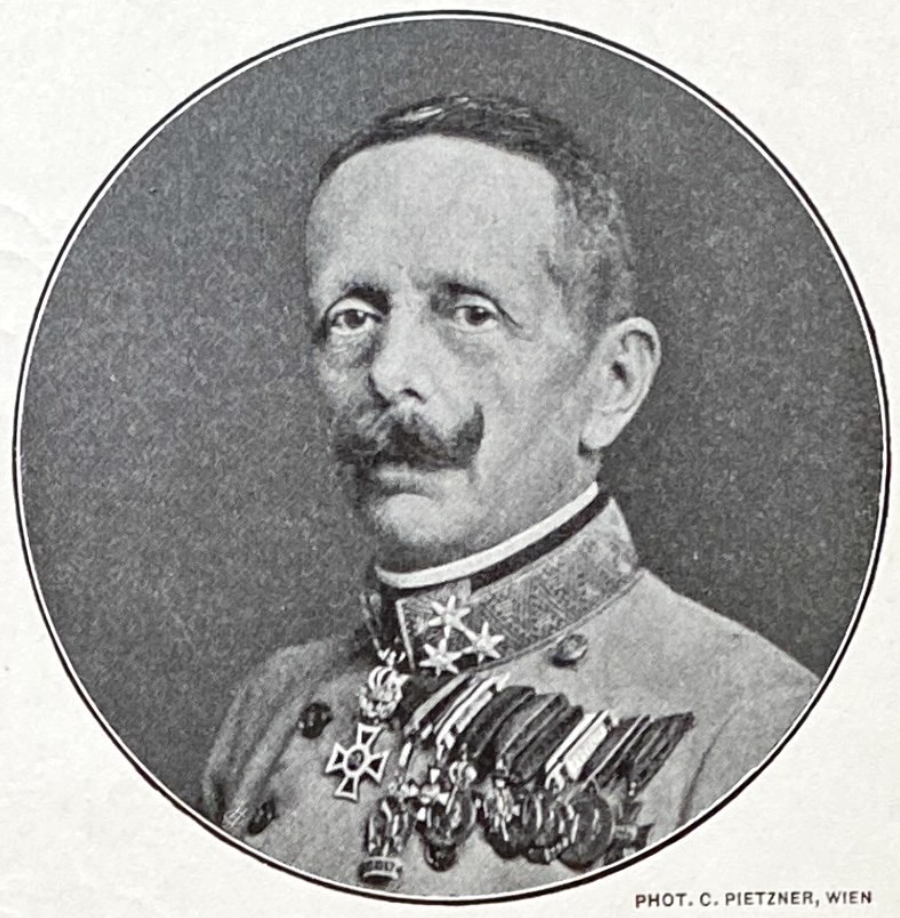
Andreas von Fail-Griessler (1916)

Andreas Griessler, seit 1894 von Fail-Griessler, (* 25. Februar 1857 in Graz; † 6. März 1919 ebenda) war ein österreichisch-ungarischer General der Infanterie.

## Werdegang
Andreas Griessler besuchte zwischen 1871 und 1875 die Theresianische Militärakademie in Wiener Neustadt. Sein Vater war ebenfalls Offizier gewesen. Am 1. September 1875 wurde er als Leutnant dem k.u.k. 57. Infanterieregiment „Prinz Sachsen-Coburg-Saalfeld“ zugewiesen. Mit dem Besuch der Kriegsschule ab 1879 schlug er die Laufbahn als k.u.k. Generalstabsoffizier ein. 1881 wurde er als Oberleutnant im Generalstab der k.u.k 4. Infanteriebrigade überstellt. Bis 1887 war Griessler bei verschiedenen Verbänden der Gemeinsamen Armee abgestellt.
Im April 1887 wurde er der Operationsabteilung beim k.u.k. Generalstab zugewiesen, der er bis 1892 angehören sollte. Im April 1892, mittlerweile zum Hauptmann befördert, übernahm er als Kompaniechef beim k.u.k. 35. Infanterieregiment „Freiherr von Sterneck“ in Pilsen erstmals ein Kommando. 1894 wechselte er erneut in den Generalstabsdienst beim II. Armeekorps. Von 1895 bis 1898 war er Ausbilder an der Kriegsschule in Wien. Im Oktober 1898 wurde ihm als Oberstleutnant das Kommando über ein Bataillon beim k.u.k. 13. Infanterieregiment „Jung-Starhemberg“ in Krakau anvertraut. Nach seiner Beförderung zum Oberst wurde er im Juli 1900 Generalstabschef beim I. Armeekorps. Im April 1906 übernahm er das Kommando über die k.u.k. 12. Gebirgsbrigade in Banja Luka und im Monat darauf wurde er zum Generalmajor befördert. Vom April 1909 bis April 1910 war er beim V. Armeekorps, bevor ihm das Kommando über die k.u.k. 32. Infanterie-Truppendivision in Budapest anvertraut wurde. Im Mai 1910 folgte seine Beförderung zum Feldmarschallleutnant.
Bei Ausbruch des Ersten Weltkrieges unterstand seine Division dem IV. Armeekorps der den Balkanstreitkräften zugewiesenen 2. Armee unter dem Befehl von General der Kavallerie Eduard von Böhm-Ermolli und nahm am Serbienfeldzug teil. Anfang August 1914 stand seine Division mit dem IV. Korps an der Save-Donau-Grenze und kämpfte bis Ende August im Raum Šabac, bevor die 2. Armee an die bedrängte Ostfront verlegt wurde.
In der Schlacht in Galizien befehligte Fail-Griessler die k.u.k. 32. Infanterie-Truppendivision am 8. September in den Kämpfen um Rumno südwestlich von Lemberg. Nach der verheerenden österreichisch-ungarischen Niederlage in der Schlacht bei Rawa Ruska und den Rückzug an den San wurde er im Oktober zum General der Infanterie befördert und löste Otto Meixner von Zweienstamm als Kommandeur des VII. Armeekorps ab. Mit dem Korps war er im Herbst 1914 im Rahmen der 2. und 3. Armee an den Kämpfen in den Karpaten beteiligt. Nachdem im Oktober noch Erfolge zu verzeichnen waren und sein Korps an der Rückeroberung des Uzsokpasses beteiligt war, drängten die Russen anschließend die österreichisch-ungarischen Truppen wieder zurück. Noch vor dem Verlust des Duklapasses Ende November 1914, wurde Andreas von Fail-Griessler am 18. November offiziell krankheitsbedingt von seiner Aufgabe entbunden. Am 1. Jänner 1915 schied er aus dem aktiven Dienst aus.  1917 wurde er schließlich zum Geheimrat ernannt. Der seit 1916 verwitwete Andreas von Fail-Griessler starb 1919 in seiner Heimatstadt Graz.

## Auszeichnungen
- Ritterkreuz I. Klasse des Albrechts-Ordens (1888)
- Bronzene Militär-Verdienstmedaille (1892)
- Militärverdienstkreuz III. Klasse (1898)
- Bronzene Jubiläumserinnerungsmedaille für die bewaffnete Macht (1898)
- Militärdienstzeichen für Offiziere III. Klasse (1903)
- Orden der Eisernen Krone III. Klasse (1904)
- Bosnisch-Hercegovinische Erinnerungsmedaille (1908)
- Militär-Jubiläumskreuz am 2. Dezember 1908
- Militärdienstzeichen für Offiziere 2. Klasse am 1. Februar 1913
- Erinnerungskreuz 1912/13 am 19. Juli 1913
- Leopold-Orden
  -  Ritterkreuz am 8. März 1912
  -  Kommandeurkreuz mit Kriegsdekoration am 25. Oktober 1914